# Aenigmodes pentascia
Aenigmodes pentascia är en fjärilsart som beskrevs av Edward Meyrick 1936. Aenigmodes pentascia ingår i släktet Aenigmodes och familjen Crambidae. Inga underarter finns listade i Catalogue of Life.